# Quartel do Segundo Batalhão de Guardas
O Quartel do Segundo Batalhão de Guardas é um edifício que encontra-se no Parque Dom Pedro II, na região conhecida como Centro Histórico de São Paulo. O edifício foi tombado pelo CONDEPHAAT (Conselho de Defesa do Patrimônio Histórico, Arqueológico, Artístico e Turístico) da Secretaria de Cultura do Governo do Estado de São Paulo em agosto de 1981.
O imóvel teve inúmeros usos e proprietários ao longo dos anos. Inicialmente foi a sede da Chácara do Fonseca, depois abrigou o Convento das Irmãs Duarte, o Seminário dos Educandos, o Hospício dos Alienados e por fim foi o quartel do 2.º Batalhão de Guardas, como é conhecido até hoje. A construção exata do prédio é uma incógnita até os dias de hoje porém, acredita-se que a obra foi uma herança deixada por D. Pedro I para sua ex mulher, Marquesa de Santos, visto que possivelmente este era o local de encontro do casal na cidade de São Paulo, quando D. Pedro realizava suas expedições pelo Brasil.
O Quartel do Segundo Batalhão de Guardas foi por muitos anos um símbolo militar e ícone da preservação, enquanto era utilizado, estava sempre muito bem cuidado, da pintura até a grama.

## História

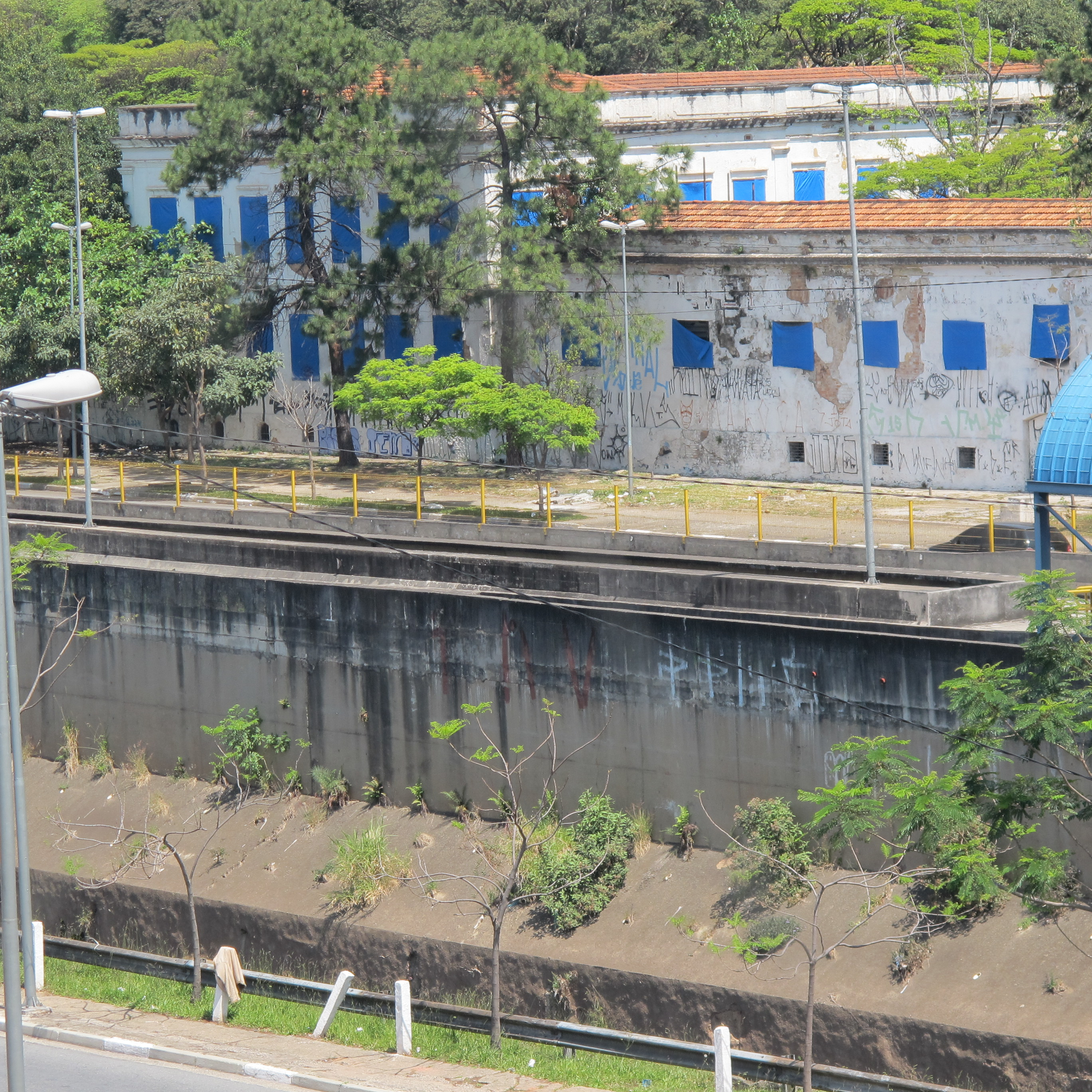
Quartel do Segundo Batalhão de Guardas visto da plataforma de embarque da estação de metrô Pedro II.

Não se sabe a autoria e em que ano o prédio começou a ser construído, mas sabe se que sua obra foi concluída em 1842 e que funcionou em seus primeiros anos como sede da Chácara do Fonseca.
Segundo o historiador Antonio Egídio Martins no livro "São Paulo Antigo" (paginas 58/61) o prédio foi adquirido pela Fazenda Provincial com o objetivo de instalar o Seminário dos Educandos em 1859. O historiador Ernani da Silva Bruno em "História e Tradições da Cidade de São Paulo", Vol. III (página 1197) discorda de Antonio Egídio Martins, afirmando que o Seminário dos Educandos foi instalado apenas em 1860. Ambos autores concordam em relação a data em que o edifício passou a abrigar o Hospício dos Alienados, sendo 1862 o ano em questão.
O hospício permaneceu no imóvel localizado no Centro Histórico de São Paulo até 1903, quando os pacientes que residiam no imóvel foram transferidos para o município de Juqueri.
Por volta de 1930 o prédio passou a ser o quartel da Força Pública e assim permaneceu até 1964, ano em que o exército brasileiro tomou posse do local, inicialmente como este sendo a sede da 7ª Cia. de Guardas e apenas após isso, o quartel passou a abrigar o Segundo Batalhão de Guardas, onde ficaram até 1992 e até hoje é conhecido como tal. Em 1992 o imóvel foi transferido para a Polícia Militar, quando o batalhão foi deslocado para nova sede localizada no município de Osasco.
O Quartel do Segundo Batalhão de Guardas foi tombado em 1981 pelo CONDEPHAAT (Conselho de Defesa do Patrimônio Histórico, Arqueológico, Artístico e Turístico) com o objetivo da instalação do Museu Militar de São Paulo no edifício, apesar disso, está cada vez mais próximo de um futuro desabamento.

## Descrição Técnica

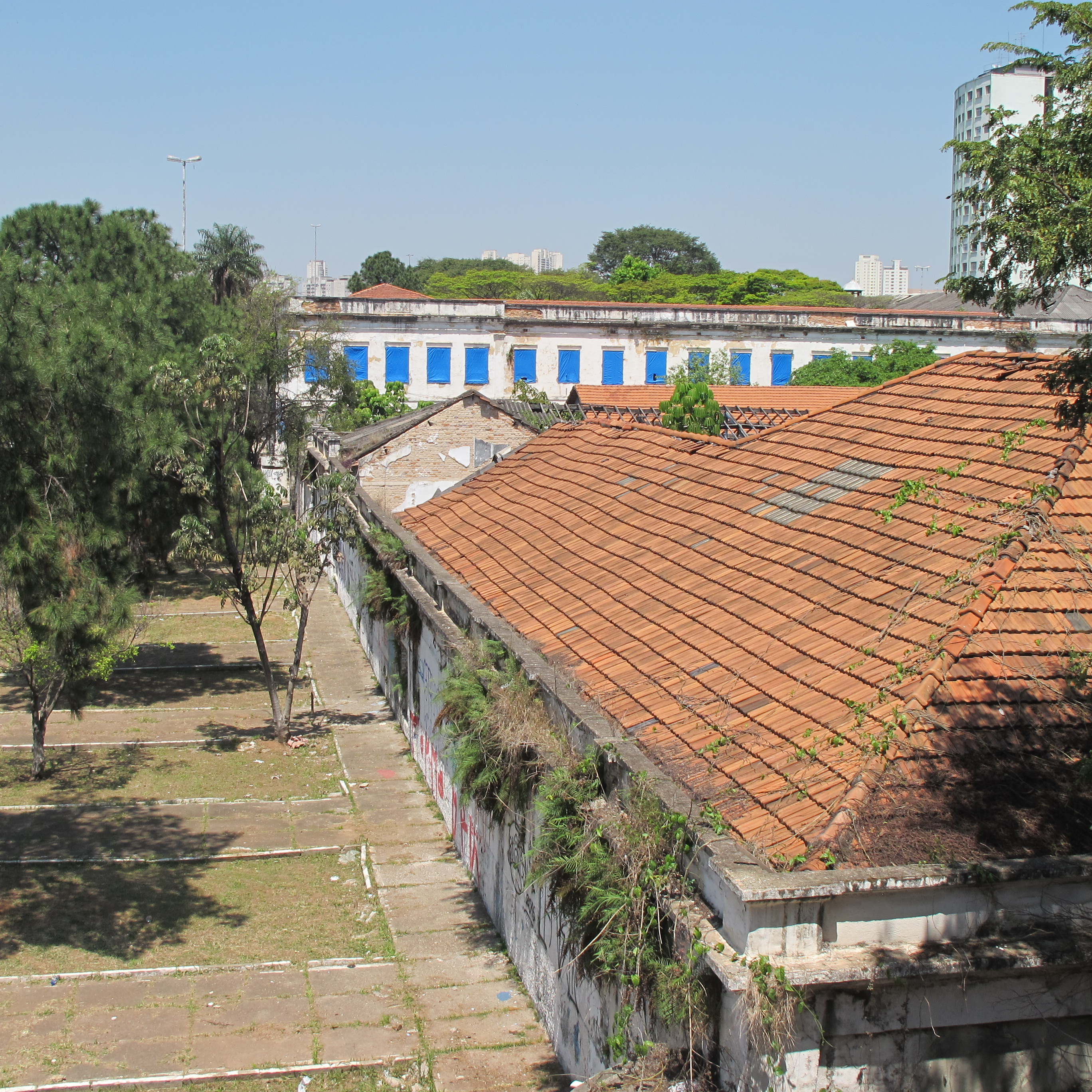
Detalhe do telhado do quartel.

A construção do imóvel foi feita a partir de alvenaria de tijolos e taipa de pilão. O corpo mais antigo do prédio, construído 1842, preserva suas características clássicas originais.  Esta área conta com pilastras e platibandas na fachada e foi erguida em dois pavimentos. A edificação conta com piso de pinho-de-riga, vitrais coloridos, uma claraboia construída em forma de cone e um teto alto sustentado por imensas vigas.
Segundo o processo de tombamento do CONDEPHAAT o edifício tem uma "curiosa característica" de possuir a linguagem arquitetônica colonial e neoclássica ao mesmo tempo, embora a técnica construtiva da taipa de pilão tenha sido utilizada para ambas. A influência do neoclassicismo pode ser observada nas molduras de vãos, forros, vergas retas ou em arcos pleno, portas com as com as respectivas bandeiras de vidros coloridos e assoalhos originais conservados na parte mais antiga do imóvel.
Dentre as reformas feitas na construção, podemos destacar as alas laterais que foram construídas nas últimas décadas do século XIX. Uma grande interligação entre as alas laterais foi a última grande obra feita no prédio. A construção ainda conta com uma varanda que percorre internamente o pátio inteiro.

## Atual estado de abandono
Desde a mudança do Segundo Batalhão de Guardas para Osasco, o imóvel se encontra fechado em estado de abandono e deterioração. Com inúmeras portas e janelas quebradas, paredes com rachaduras, telhas quebradas, pichações, vegetação descuidada, muito entulho acumulado do lado de dentro, forros com cupins e até viaturas abandonadas, o edifício parece estar “caindo aos pedaços” para os pedestres que passam na região do Parque Dom Pedro II.
No processo de tombamento do CONDEPHAAT, feito em 1981, afirmava-se que externamente o imóvel se encontrava em boas condições, mas que internamente necessitava de reparos "imediatos". Agora, com quase duzentos anos de existência, a situação mostra-se cada vez pior, estando sujeita a um desmoronamento que pode ocorrer a qualquer momento.

## Projeto de Reforma
Restaurar o Quartel da Guarda pode acontecer. O Quartel, onde já serviu o sargento João Carlos de Oliveira, (conhecido como o atleta João do Pulo) pode acontecer reforma devido a uma parceria entre as secretarias da Segurança Pública e da Cultura de São Paulo. O local, situado no Centro de São Paulo, está deteriorado, em consequência do abandono. Depois de restaurado, o quartel sediará um centro cultural e um museu militar.
Pessoas que passam a pé ou de metrô pode avistá-lo na Avenida do Estado, perto do Parque Dom Pedro II. Também pelo trem é possível ver as condições do quartel, o telhado, a pintura, a estrutura, tudo precisa de reparos. Se por um lado falta conservação, por outro há excesso de história naquele local, tombado pelo Conselho de Defesa do Patrimônio Histórico Arqueológico, Artístico e Turístico (Condephaat) e pelo Conselho Municipal de Preservação do Patrimônio Histórico, Cultural e Ambiental da Cidade de São Paulo (Conpresp).
O secretário estadual de Cultura, Andrea Matarazzo, admitiu que o projeto só deveria ser tocado com afinco no próximo governo. Nesse atual governo, ainda estão sendo feitos os estudos de convênios e parcerias, do que precisa ser restaurado primeiro. Mas, tudo está seguindo para que a revitalização se concretize, completa o secretario.
“A reforma do quartel faz parte do projeto de revitalização do Parque Dom Pedro II”, comentou Matarazzo, informando: “na região está o Catavento Espaço Cultural da Ciência e o Museu de História do Estado de São Paulo e também integra o plano de modernização da área a demolição dos edifícios São Vito e Mercúrio”, que já teve início.
O coronel da Polícia Militar, Marco Antonio Augusto, chefe do Centro de comunicação Social da corporação também comentou a respeito: “o quartel tem uma importância histórica para a cidade, que precisa de pontos culturais”. O prédio hoje está deteriorado, mas, em uma primeira análise, cabe restauro”.
A obra toda, segundo o coronel, custará R$ 30 milhões e será custeado pelo governo paulista. O local ainda abrigará bibliotecas, centro de convenções e salas para cursos. O tempo previsto de reforma dois anos. O Museu da Polícia Militar e do Corpo de Bombeiros devem ser transferidos também para o Quartel, após restaurado.
Após quatro anos, em 2014, o prédio continuava sem o restauro. A Secretaria de Estado da Cultura, que acompanha a proposta de intervenção no edifício por parte da Secretaria de Segurança Pública, divulgou que o órgão abriu licitação para contratar projetos executivos de restauro, que vai dar todo apoio técnico à implantação do Museu da Polícia Militar, mas que, após as avaliações técnicas, verificou que não há espaço suficiente para implantação de uma unidade do programa Fábricas de Cultura.

## Galeria

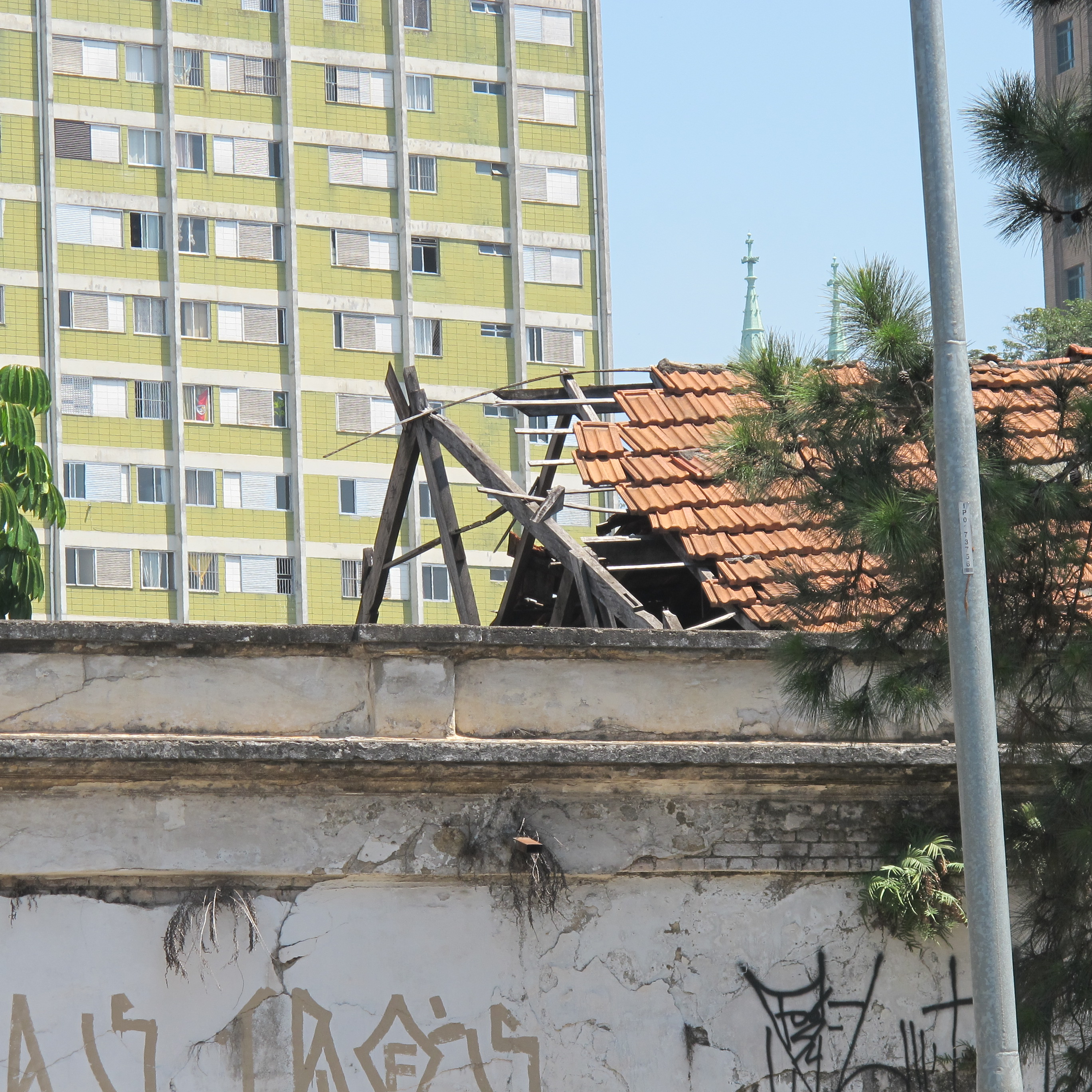
Telhas quebradas mostram o estado de conservação do imóvel
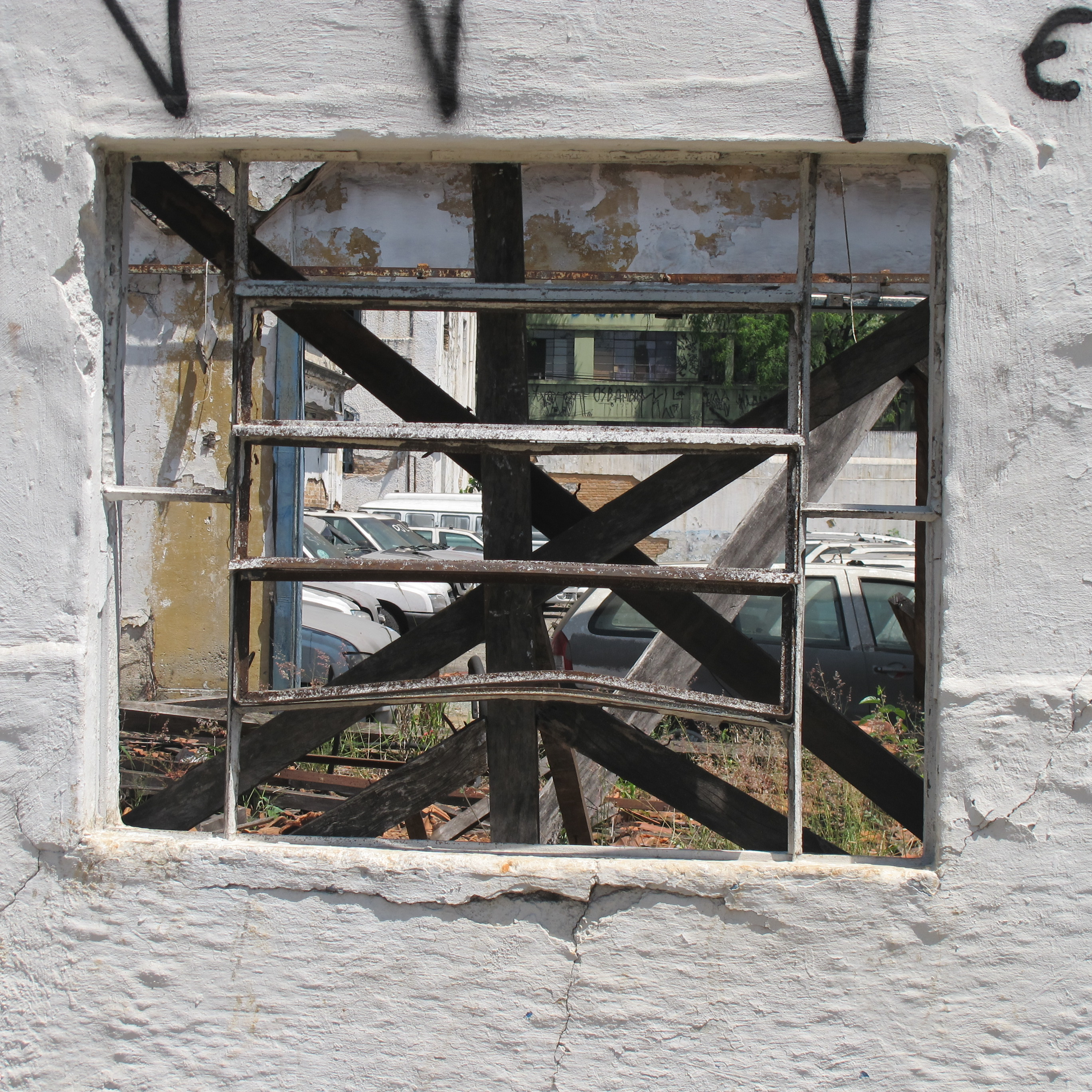
Detalhe de janela quebrada na fachada do imóvel
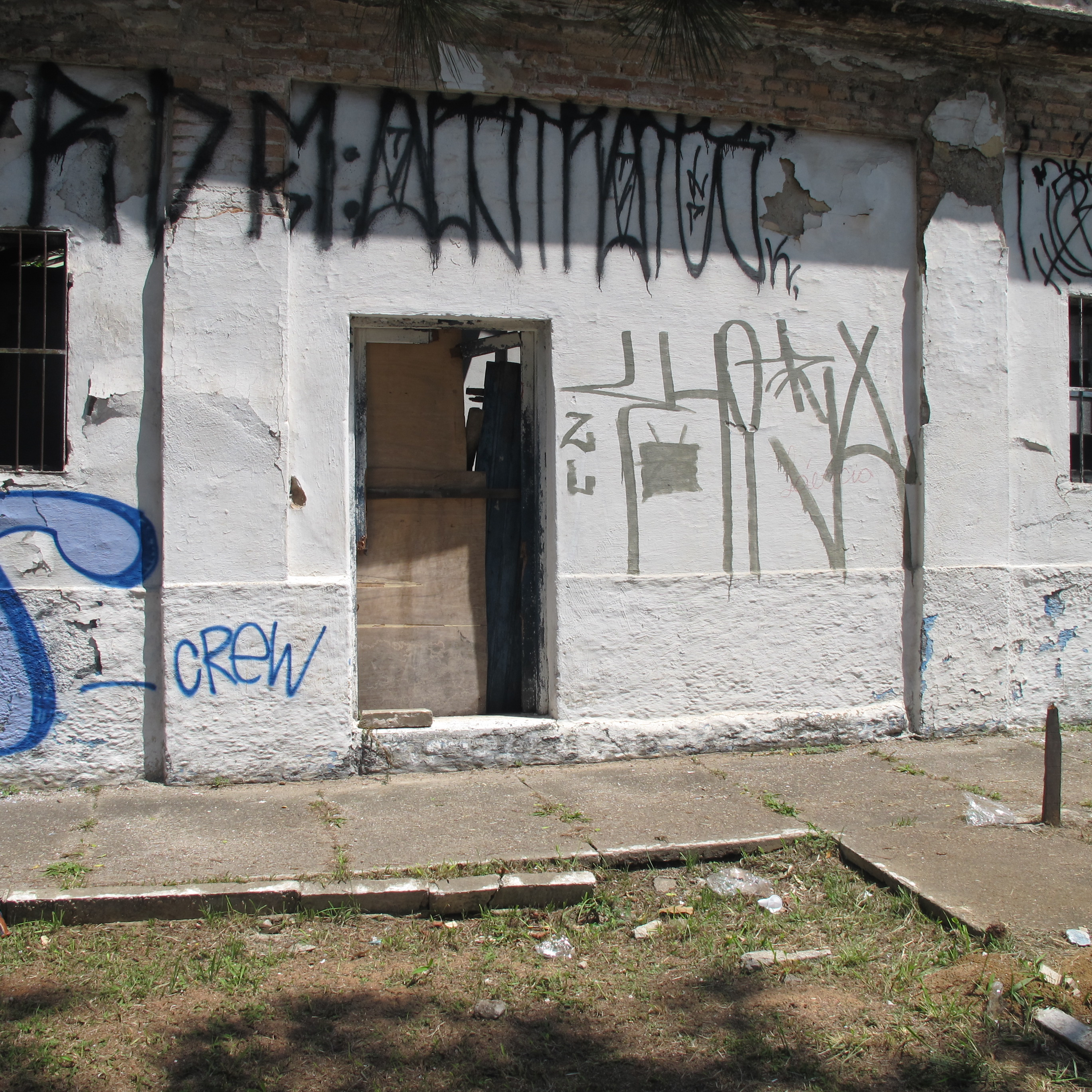
Portas quebradas mostram o estado de conservação do imóvel e facilitam possíveis invasões
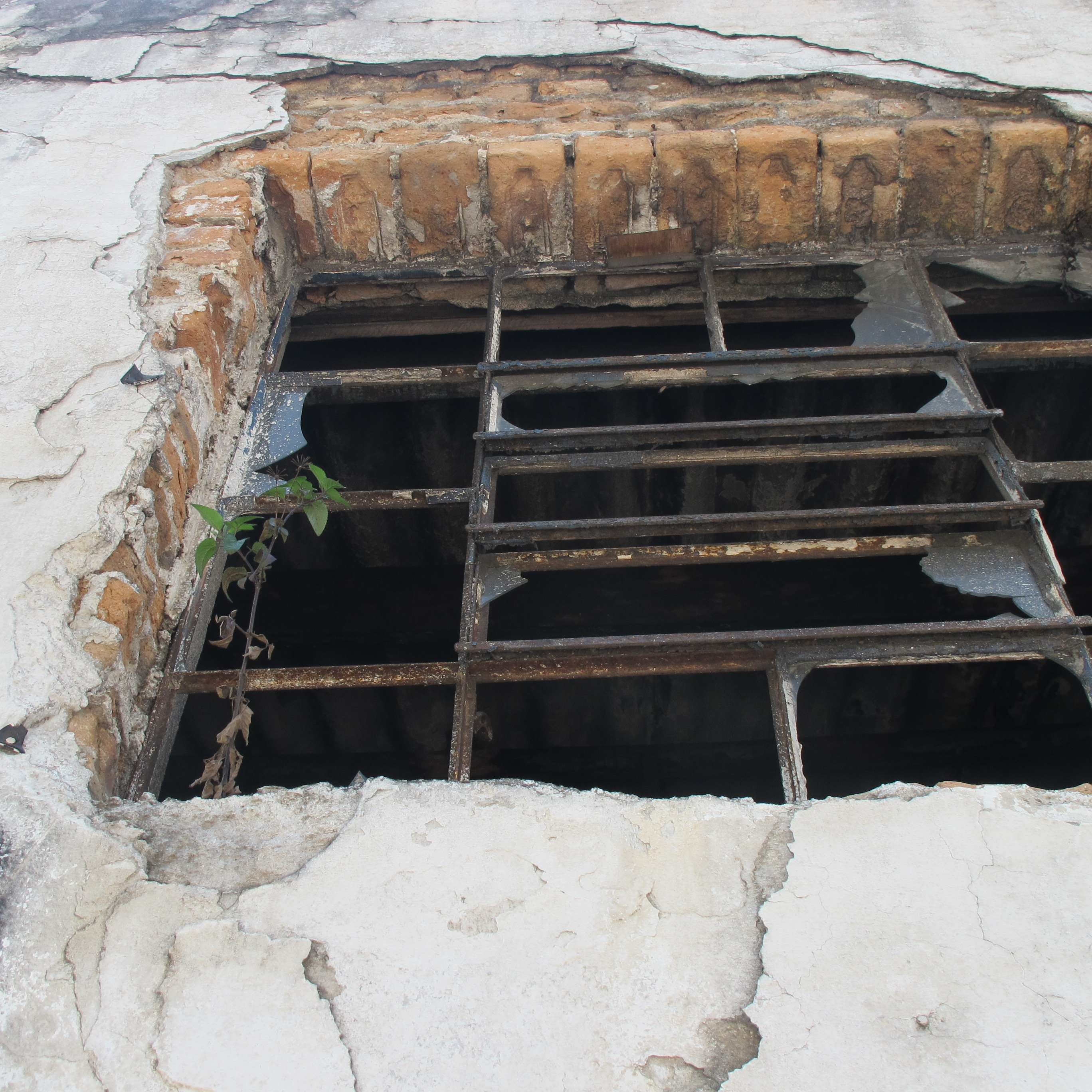
Detalhe de janela quebrada na fachada do imóvel
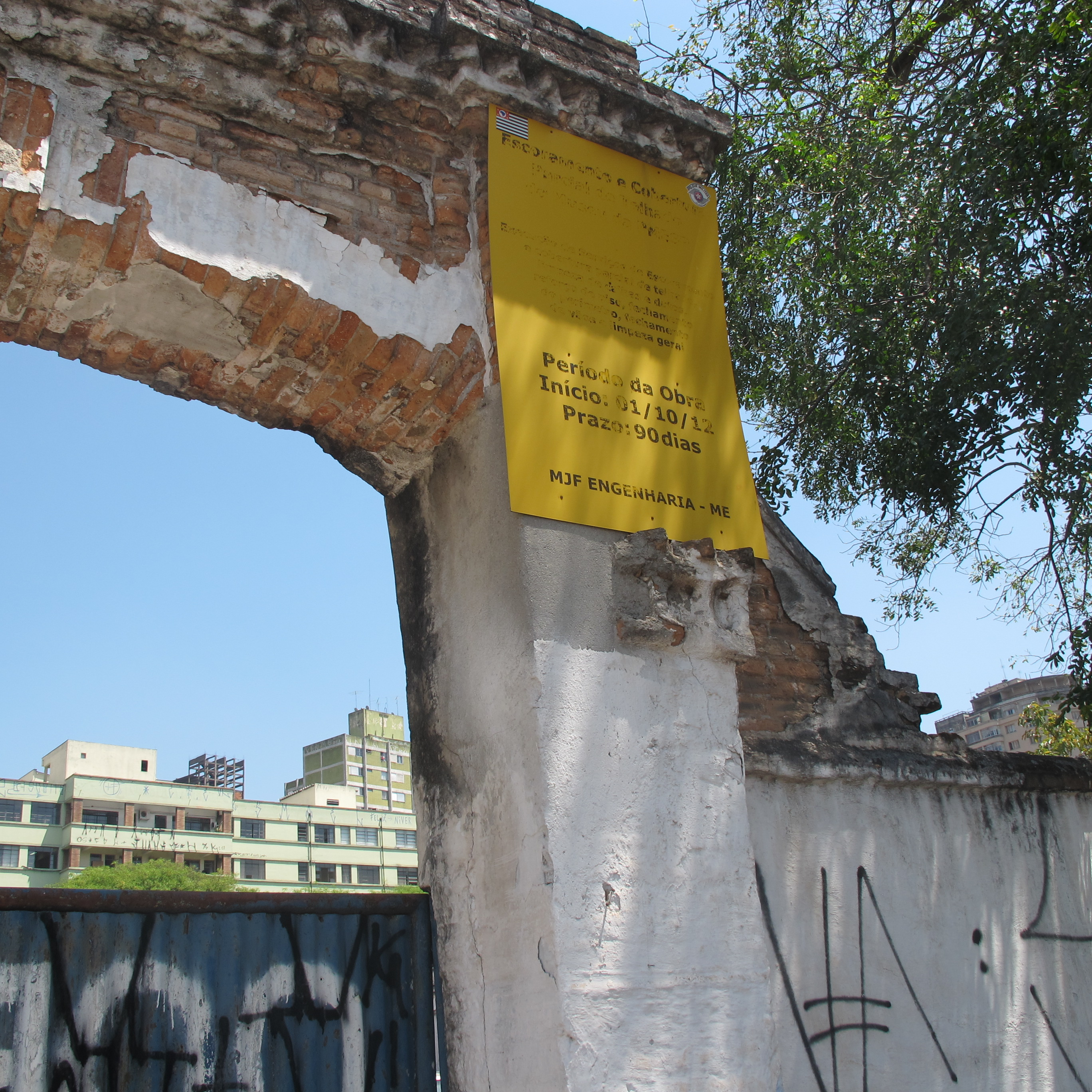
Detalhe da fachada do imóvel
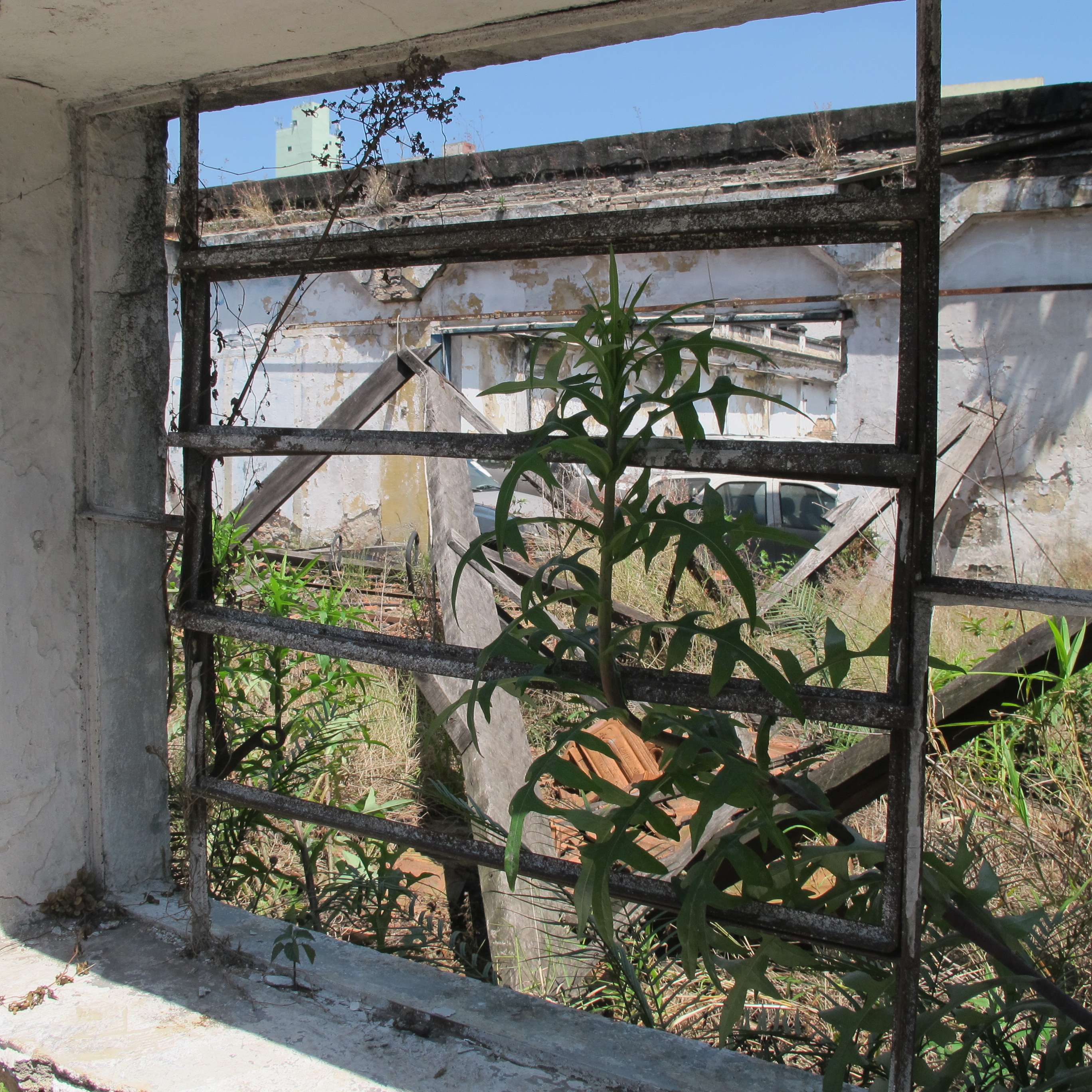
Detalhe de janela quebrada na fachada que denuncia o abandono dentro do imóvel
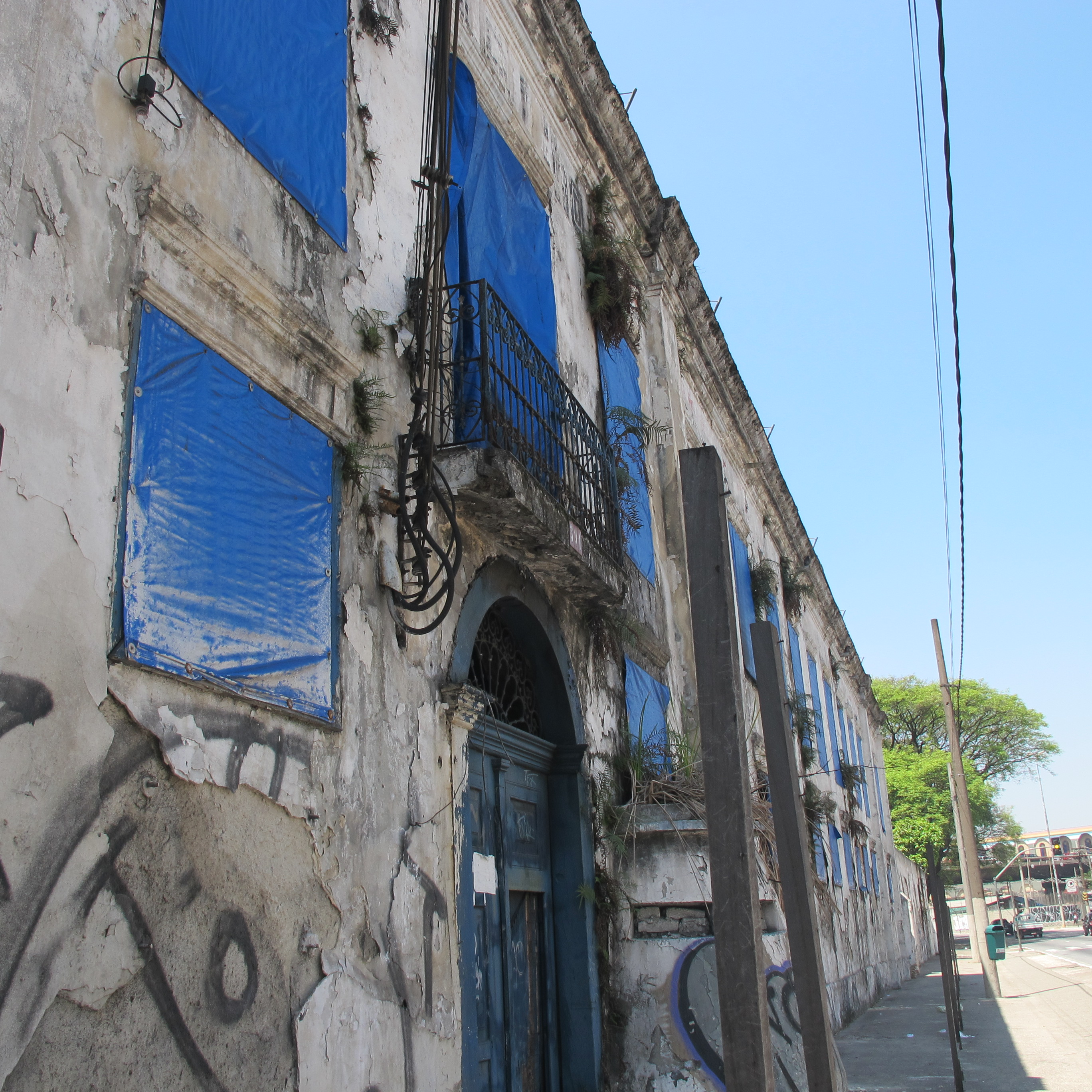
Fachada do imóvel vista da Avenida do Estado

## Significado Histórico-cultural

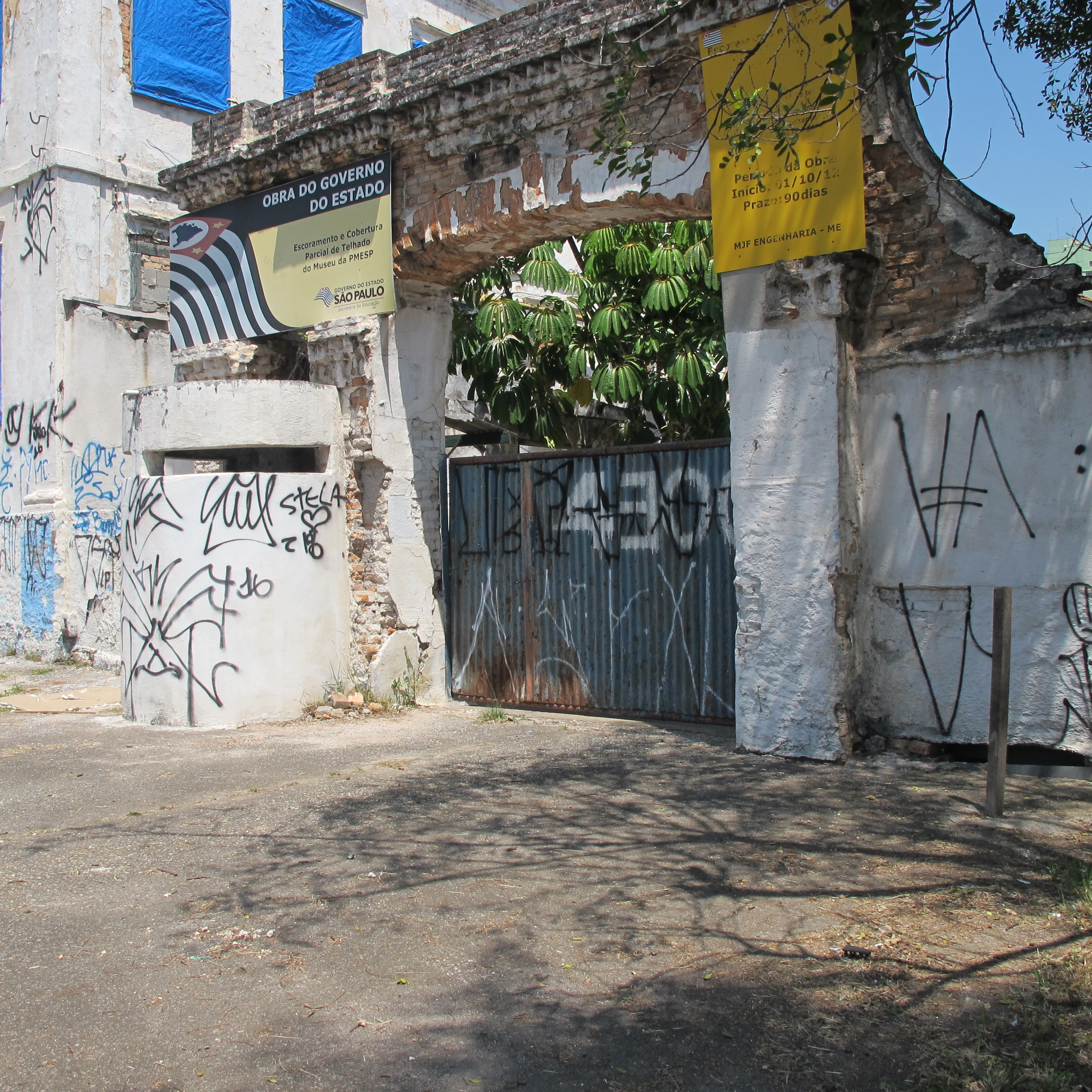
Fachada do quartel

Devido ao seu significado histórico-cultural para a cidade, o quartel foi tombado pelo CONDEPHAAT (Conselho de Defesa do Patrimônio Histórico, Arqueológico, Artístico e Turístico) da Secretária de Cultura do Governo do Estado de São Paulo no dia 28 de agosto de 1981. Antônio Henrique Bittencourt Cunha Bueno, o secretário extraordinário da Cultura do Governo do Estado durante a gestão de Paulo Salim Maluf, assinou o parecer do processo no dia 1 de agosto de 1981.
Apesar de não possuir um estilo arquitetônico definido e diferentes fontes divergirem sobre datas impossibilitando de se elaborar uma resenha história precisa, o argumento de que o edifício é depositário da memória nacional pelos inúmeros usos que teve ao longo dos anos foi utilizado para justificar a decisão do tombamento da construção. No processo de tombamento consta que pelo porte e localização do quartel dentro da paisagem urbana, o imóvel assumiu um "papel marcante na fisionomia da região tradicional da cidade", tornando-se impossível de ser separado da memória urbana dos cidadãos de São Paulo.
O processo também objetivava a criação do Museu Militar de São Paulo no quartel, o que não aconteceu, tendo em vista que o edifício continuou apenas como sede do Segundo Batalhão de Guardas e como almoxarifado da Secretaria de Justiça.
O processo do tombamento é o nº 21740/81 nos arquivos do CONDEPHAAT e está disponível para consulta on-line. No Livro do Tombo Histórico do IPHAN (Instituto do Patrimônio Histórico e Artístico Nacional) o número de inscrição do patrimônio consta como o 153, feito no dia 22 de dezembro de 1981.

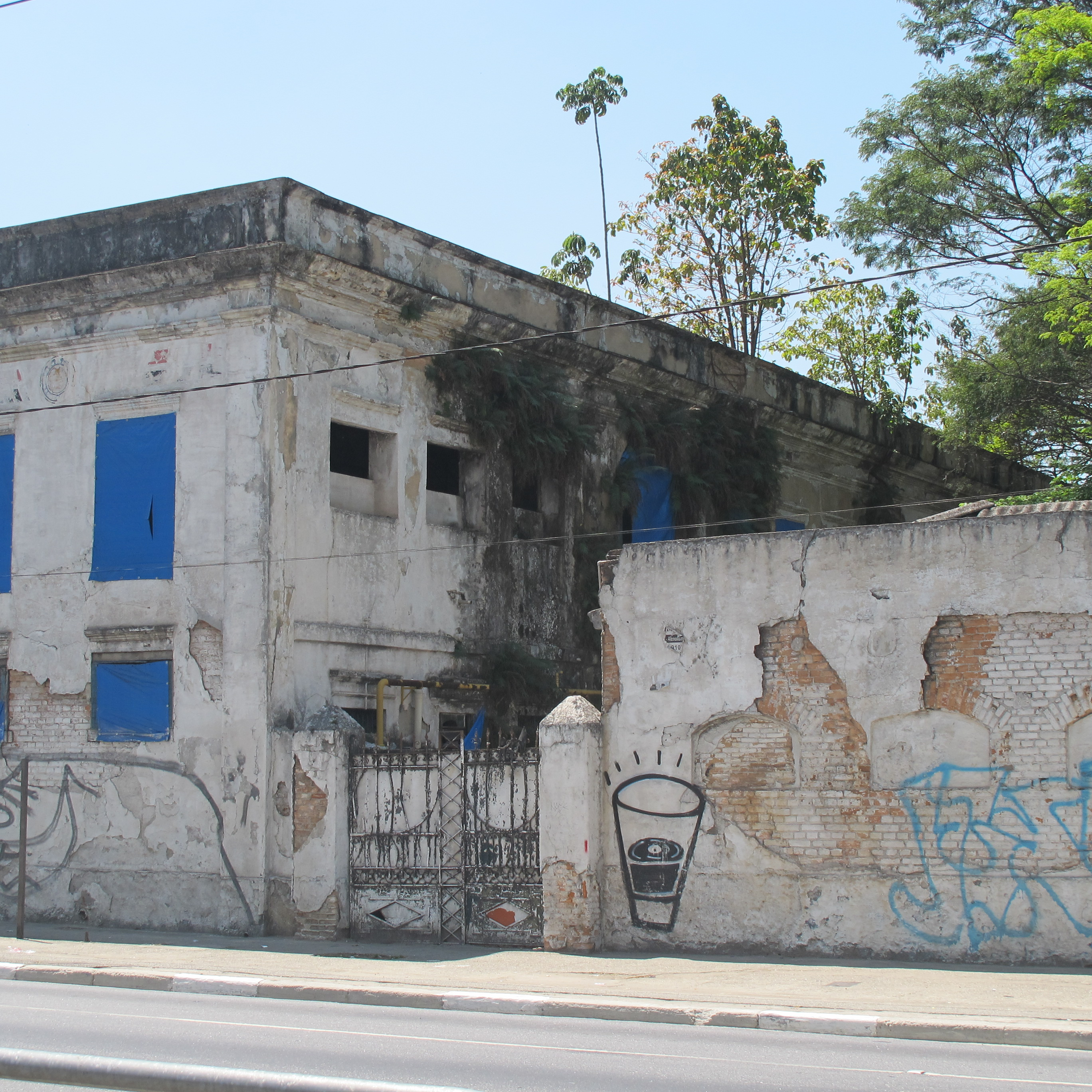
Detalhe da fachada do quartel